# Smile (serie televisiva)
Smile (スマイル?, Sumairu) è un dorama giapponese del 2009 in 11 puntate con Jun Matsumoto nel ruolo di protagonista. Tutta la storia è incentrata sul tema della discriminazione e del pregiudizio.

## Trama
Il "sempre sorridente" Vito è nato e cresciuto in Giappone e non ha mai visitato le Filippine, luogo d'origine paterno. Lavora presso un fast food durante il giorno e part-time di sera, sempre propositivamente con l'intento di realizzar i suoi sogni. Un giorno, durante un incidente avvenuto in un negozio di libri, incontra una ragazza di nome Hana, la quale ha perduto la capacità di parlare a seguito d'un trauma. Ma nonostante ella non abbia la possibilità d'esprimersi a parole, Vito si sente immediatamente attratto da lei a causa del suo bel sorriso solare e innocente.
In seguito il ragazzo verrà ingiustamente sospettato (anche a causa del suo sangue misto) dalla polizia per un presunto crimine da lui commesso e, dopo aver incontrato l'avvocato Kazuma, la faccenda comincia a farsi davvero seria... ma nonostante tutti i problemi e le difficoltà che si ritrova ad affrontare, mantiene sempre la forza ed il coraggio di sorridere ed esser interiormente positivo.
Insieme Vito, Hana e Kazuma passeranno attraverso momenti difficili e dovranno superare molti ostacoli: il destino ha fatto incontrar queste tre persone per prenderle per mano e condurle lungo una strada irta di difficoltà e lotte, ma al fine di superarle ed andar oltre, il tutto con la forza dirompente d'un sorriso.

## Personaggi e interpreti
- Jun Matsumoto è Vito Hayakawa: 26 anni, filippino nato in Giappone, ha un complesso riguardante la sua nascita. È un tipo brillante, vivace e con un forte senso di giustizia. Dovrà difendersi dall'accusa d'omicidio, reato che in Giappone contempla la pena di morte.
- Shogo Suzuki è Vito da bambino
- Yui Aragaki è Hana Mishima: 18 anni, una ragazza affetta da afasia molto vicina alla laurea. Riesce facilmente a trasmettere agli altri la purezza del suo cuore, come il Sole regala la luce. Sua madre morì quand'era ancora piccola; lasciò casa sua per andar a vivere da sola molto presto.
- Yoshimi Ishikawa è Hana da bambina
- Nakai Kiichi Nakai è Kazuma Ito: 29 anni, giovane avvocato che sta facendo praticantato in diversi studi legali.
- Eiko Koike è Shiori Machimura
- Hidenori Tokuyama è Kinta Kawai
- Suzunosuke è "Bull" alias Kenji Kazama
- Kitami Toshiyuki è il Detective Furuse
- Komoto Masahiro è il procuratore Kitagawa
- Shun Oguri è Seiji Hayashi
- Masanobu Katsumura è Keisuke Kashiwagi
- Gin Maeda è Sosuke Machimura
- Ayumi Ishida è Midori Machimura
- Shūgo Oshinari
- Satoshi Matsuda
- Gō Ayano